# Ligne de Riihimäki à Lahti
La ligne de Riihimäki à Lahti (finnois : Riihimäki-Lahti-rata est une ligne de chemin de fer, du réseau de chemin de fer finlandais, qui relie la gare de Riihimäki à la gare de Lahti.